# Agaete
Agaete is een gemeente en dorp in de Spaanse provincie Las Palmas in de regio Canarische Eilanden met een oppervlakte van 45 km². Agaete telt 5.558 inwoners (1 januari 2016). De gemeente ligt aan de noordwestkust van Gran Canaria. Behalve de gelijknamige plaats liggen in Agaete nog een aantal andere kernen, waaronder het vissersdorp (en vertrekplaats van de veerboot naar Tenerife): Puerto de las Nieves.

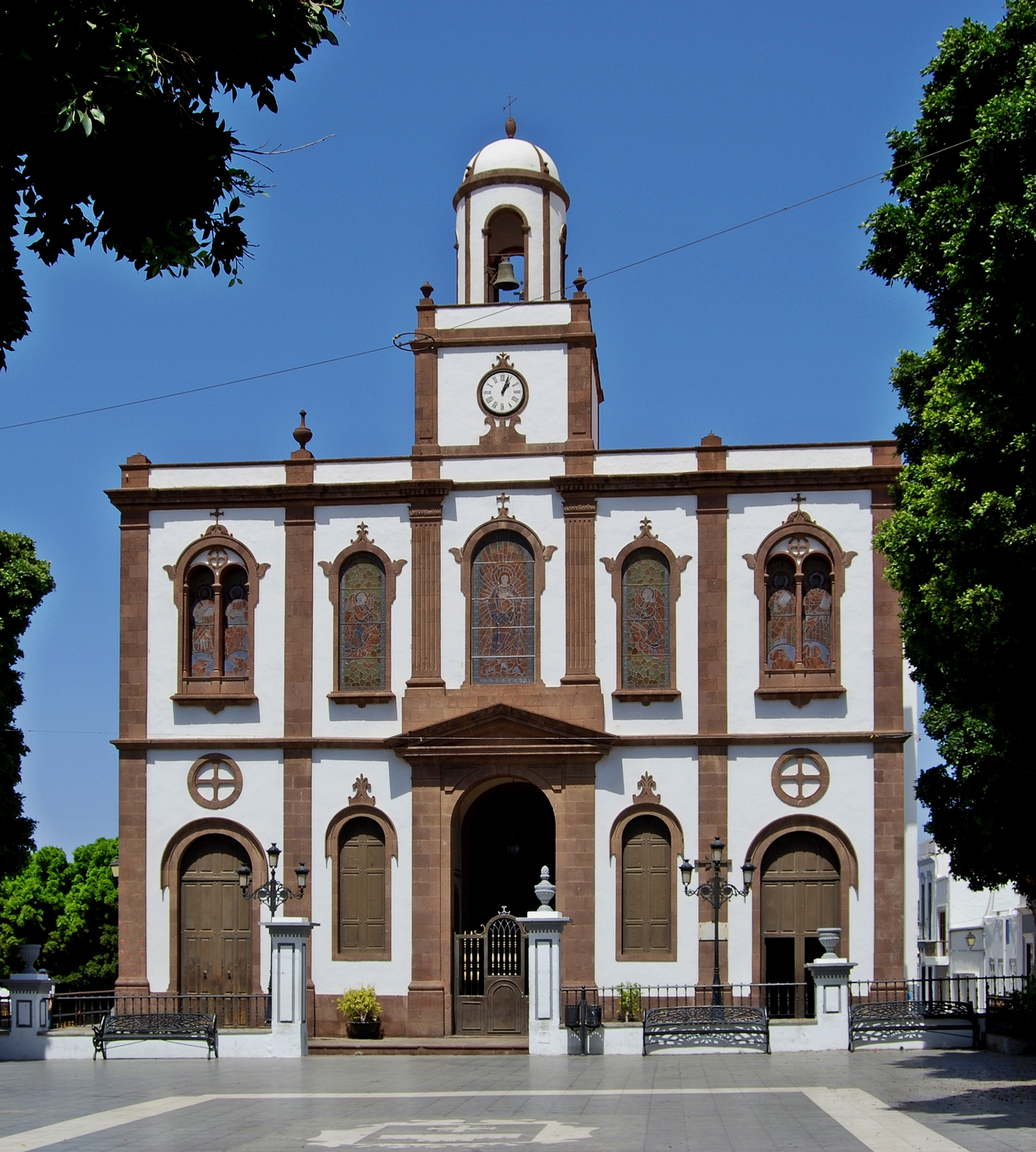
Iglesia de la Concepción

Het historische centrum van Agaete bestaat uit witgekalkte huizen met groene of bruine deuren en ramen en houten balkons. Boven de huizen steekt de rode koepel van de Iglesia de la Concepción uit, gebouwd op de plaats van de eerste kapel (1515), waar het centrale plein en de oudste straten van het dorp omheen liggen. Nadat de oorspronkelijke kerk door brand was verwoest, werd in 1874 een nieuwe kerk ingewijd en een nieuw deel van Agaete gebouwd. Tegenover de kerk kwam het Plaza de la Constitución met daaromheen de belangrijke gebouwen van de gemeente.
Het Huerto de las Flores is een botanische tuin in het centrum van Agaete met een grote variëteit aan exotische groenten.
Van oudsher is landbouw de economische motor van de gemeente. De verschillende gewassen werden via de haven Puerto de las Nieves vervoerd naar andere Canarische Eilanden. Er zijn vele plantages met onder andere koffie, avocado's en papaja's. Ze staat bekend om haar visgerechten. In Agaete wordt ook kaas gemaakt, een geitenkaas met een zachte smaak. De kaas wordt ambachtelijk geproduceerd in een aantal traditionele kaasmakerijen.
Het natuurpark van Tamadaba is een beschermd gebied en heeft de hoogste toppen van de gemeente (1180 meter) en het grootste pijnboombos van Gran Canaria.

## Demografische ontwikkeling
Bron: INE, 1857-2011: volkstellingen

## Afbeeldingen

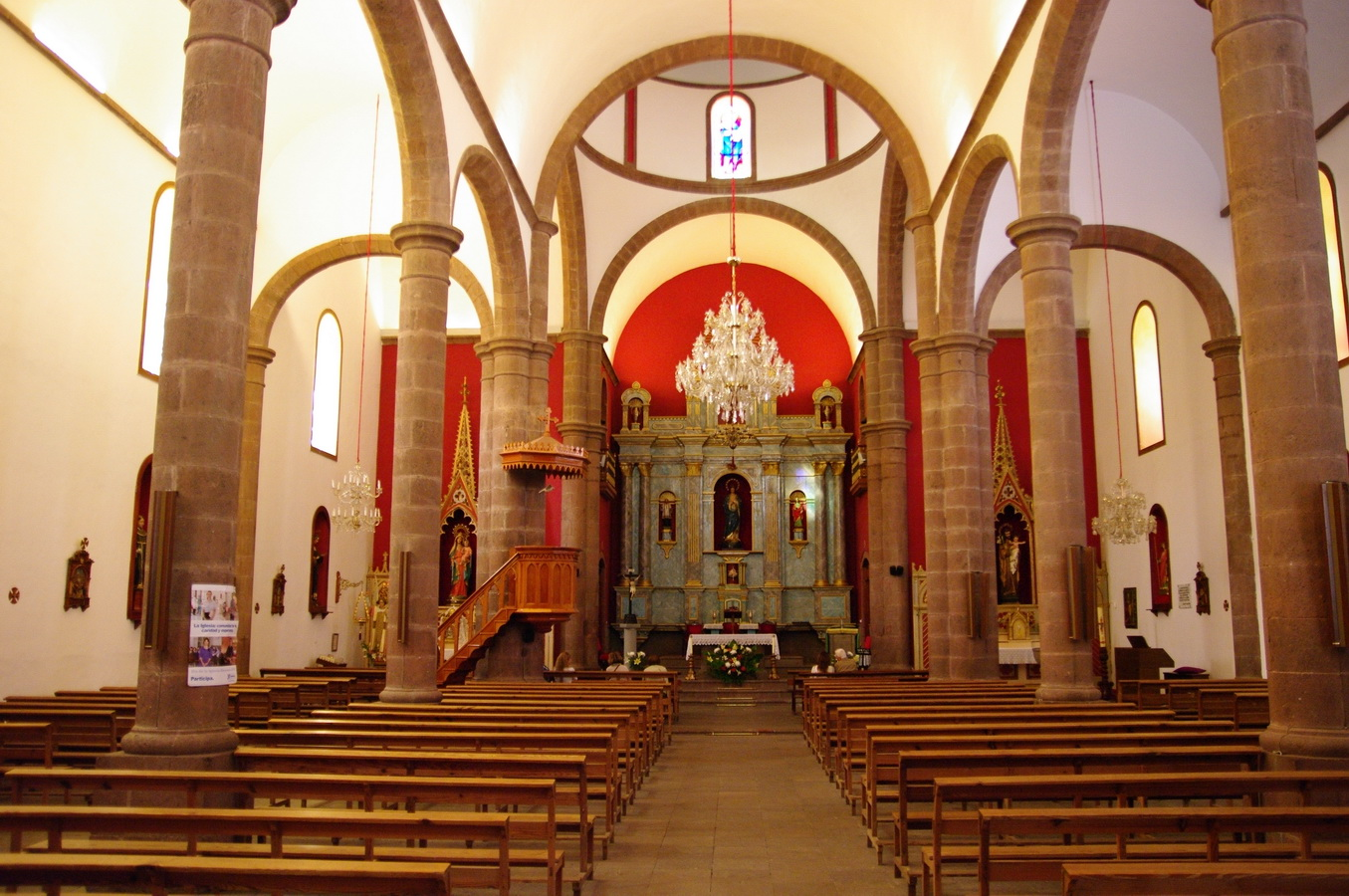
Interieur Iglesia de la Concepción
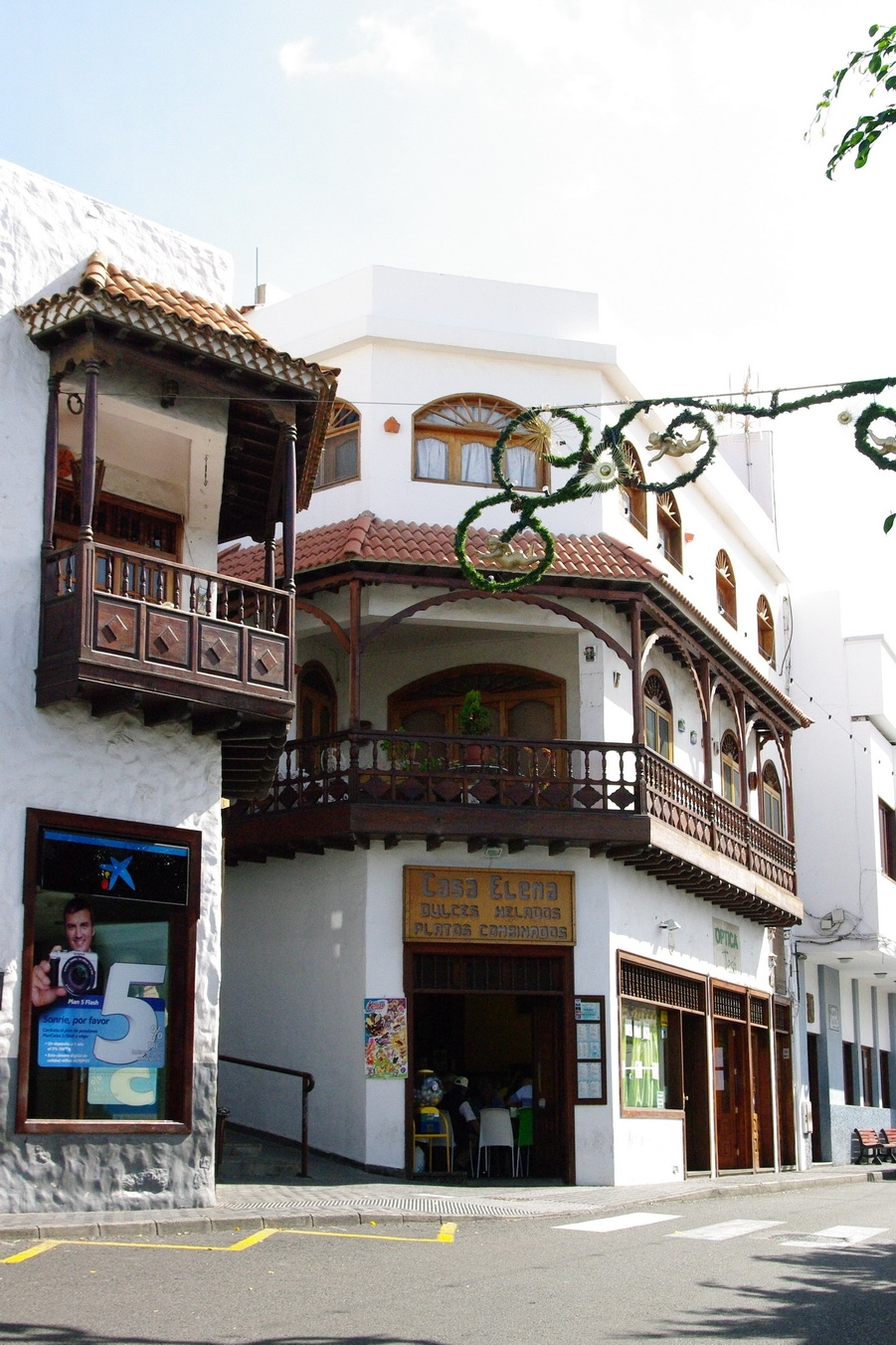
Huizen met karakteristieke balkons
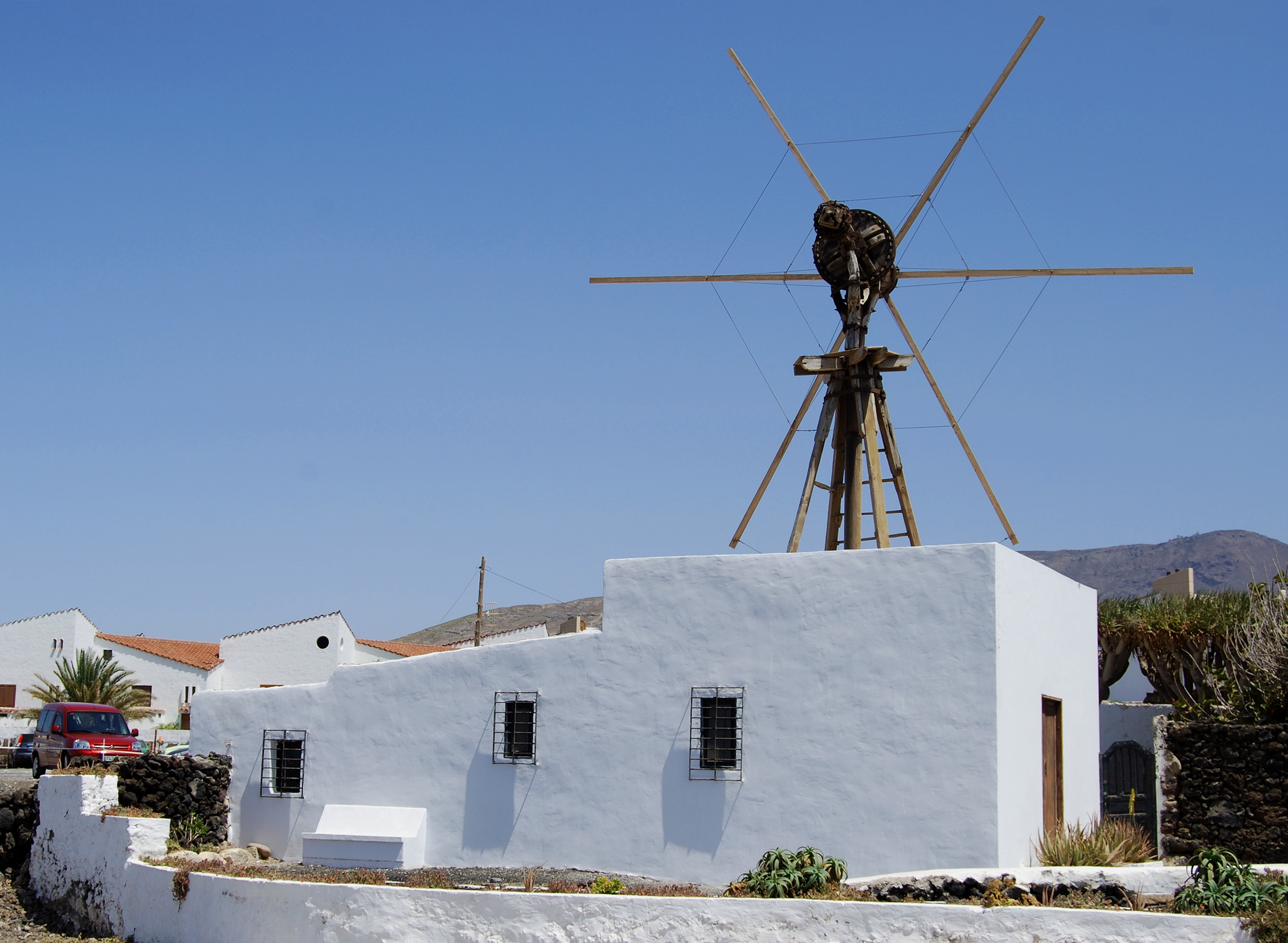
Windmolen in Puerto de las Nieves

Hoofdstad: Las Palmas de Gran Canaria

Gemeenten / gemeentelijke hoofdsteden: Agaete · Agüimes · Artenara · Arucas · Firgas · Gáldar · Ingenio · La Aldea de San Nicolás · Mogán · Moya · San Bartolomé de Tirajana · Santa Brígida · Santa Lucía de Tirajana · Santa María de Guía de Gran Canaria · Tejeda · Telde · Teror · Valleseco · Valsequillo de Gran Canaria · Vega de San Mateo

Overige plaatsen: Arguineguín · Fataga · Maspalomas · Playa del Inglés · Puerto de las Nieves · Puerto de Mogán · Puerto Rico · San Agustín